# Jeanne Arth
Jeanne Marie Arth, född 21 juli 1935 i St. Paul, Minnesota är en amerikansk tidigare tennisspelare med stora framgångar i dubbel.

## Tenniskarriären
Jeanne Arth hade en kort men framgångsrik internationell karriär som tennisspelare i slutet av 1950-talet. Arth, som var utbildad skollärare till professionen, var en av de främsta kvinnliga tennisspelarna i USA. Som bäst rankades hon som nummer sju i singel, men hennes spel var mest lämpat för dubbel. Tillsammans med landsmaninnan Darlene Hard vann hon tre Grand Slam-titlar i dubbel. Den första GS-titeln vann de två 1958 i Amerikanska mästerskapen, där de i finalen besegrade Althea Gibson/Maria Bueno (2-6, 6-3, 6-4). Året därpå, 1959, vann de först dubbeltiteln i Wimbledonmästerskapen (finalseger över Beverly Fleitz/Christine Truman Janes med 2-6, 6-2, 6-3) och senare på hösten Amerikanska mästerskapen (finalseger över Maria Bueno/S. H. Moore med 6-2, 6-3).
Jeanne Arth deltog i det segrande amerikanska Wightman Cup-laget 1959.

## Spelaren och personen
Jeanne Arth nådde sin topposition som tennisspelare med endast fyra månaders årlig träning. Hennes spel kännetecknades av en kraftfull forehand och effektiva volleyslag. Som student på the College of St. Catherine under perioden 1954-56 var hon överlägsen som dubbelspelare och dessutom trefaldig singelfinalist vid National College Girls' Tournament i St. Louis.
Hon upphörde med tävlingsspel efter säsongen 1959 och ägnade sig därefter åt sitt yrke som lärare i Minnesota. 

## Grand Slam-titlar
- Wimbledonmästerskapen
  - Dubbel - 1959
- Amerikanska mästerskapen
  - Dubbel - 1958, 1959